# Rtishchevo
Rtishchevo (russo:  Ртищево) é uma cidade (desde 1920) no oblast de Saratov, na Rússia, a 214 km a noroeste de Saratov. Tinha 43 300 habitantes em 2007. Rtishchevo é um importante nó ferroviário na intersecção das linhas Saratov — Tambov — Penza — Povorino.